# Kościół Zwiastowania Najświętszej Maryi Panny w Potulicach
Kościół Zwiastowania Najświętszej Maryi Panny w Potulicach – rzymskokatolicki kościół parafialny należący do parafii pod tym samym wezwaniem (dekanat Nakło diecezji bydgoskiej).
Świątynia jest dawną kaplicą dworską wzniesioną w 1862 roku w stylu neoklasycystycznym przez rodzinę Potulickich. W latach 1932–1939 duszpasterstwo prowadzili w niej księża chrystusowcy, natomiast kaplica zakonna miała swoją siedzibę we wnętrzu pałacu Potulickich, który był domem macierzystym zgromadzenia. Zarówno kaplica, jak i obecna plebania były własnością Fundacji Potulickich. W czasie II wojny światowej kaplica została zamieniona na magazyn. Niestety po zakończeniu wojny władze komunistyczne utrudniały dostęp do kaplicy i odprawianie nabożeństw. Prymas Polski kardynał Stefan Wyszyński w dniu 13 sierpnia 1971 roku erygował parafię w Potulicach. Nie została ona jednak zaakceptowana przez władze państwowe i działała pod nazwą: samodzielny ośrodek duszpasterski. Duszpasterzem był w tym czasie ksiądz Bogdan Krysiński. W dniu 12 stycznia 1980 roku dotychczasowy ośrodek został formalnie przekształcony w pełnoprawną parafię, a ksiądz Krysiński został jej pierwszym proboszczem. Od 1993 roku proboszczami parafii są księża chrystusowcy.